# Flöttermäuße
Flöttermäuße sind eine besondere Art von Nägeln, die in früherer Zeit von Schmieden individuell angefertigt und von Zimmerleuten und Dachdeckern verwendet wurden. Es handelt sich um eine heute nicht mehr oder nur noch selten verwendete Bezeichnung.

## Aufgabe und Einsatzgebiet
Flöttermäuße sind Nägel, deren Köpfe seitlich flügelartig – oder anders gesagt: S-förmig – ausgeschmiedet wurden (also Nägel mit S-förmigen Kopf). Sie haben dadurch eine größere Eigenfläche, decken somit eine größere Fläche am zusammenzuhaltenden Holz ab und erschweren so gewolltermaßen das Ausreißen der angenagelten Holzteile aufgrund der Einwirkung von Wind und Wetter.
Verwendet wurden diese Spezialnägel meistens an Windfangbrettern, also an exponierter Stelle am Dach, wo der Wind besonders stark wirken konnte.

## Herstellung
Die besonderen Eisennägel wurden erst an ihrem Verwendungsort geschmiedet. Ihr Aussehen ist daher stark unterschiedlich je nach individuellem Geschmack und Können des jeweiligen Schmiedes. Von Johann Mayer (siehe Literatur) ist in seinen Unterlagen der Kauf von „16 Pfund Eisen für die Flöttermäuße“ vermerkt.

## Trivia
In den überlieferten Quellen ist stets von Flöttermäußen die Rede. Unklar ist, ob es dieses Wort nur in der Mehrzahl gibt (Pluraletantum) und wie gegebenenfalls die Einzahl des Wortes heißt. Ebenso offen ist, woher das Wort stammt und welche ursprüngliche Bedeutung es hat. Im Österreichischen bedeutet Flöttermaus so viel wie Schmetterling.